# Обитічна
Обитічна — річка в Україні, у межах Більмацького (витоки), Чернігівського, Бердянського і Приморського районів Запорізької області. Впадає до Обитічної затоки Азовського моря. Третя за розміром річка Приазов'я.

## Назва
Кристалічний шар, з-під якого вона виходить, ногайці називали «обаташ»: «оба» — гора, курган, «таш» — камінь. Річка називалася Обаташною, Обтічною, Обитош-Ной. Сьогодні сама сопка Оба-Таш знаходиться посеред поля за асфальтовою дорогою і непомітна за густими лісосмугами.
Перша згадка про річку Обитічну припадає на 1817 рік. Генерал-губернатор Новоросійського краю герцог Рішельє почав будівництво Азовського порту в гирлі річки, де і виникло місто Ногайськ (нині Приморськ). Але незабаром стало ясно, що для порту це місце було обрано вкрай невдало.

## Опис
Довжина 96 км, площа водозбірного басейну 1 437 км². Похил річки 1,8 м/км. Обитічна починається балкою у підніжжя пагорбів Приазовської височини. У верхньому плині берега річки мають горбистий рельєф з глибокими балками і виходами кристалічних порід на поверхню. Долина переважно трапецієподібна, завширшки до 3 км, завглибшки 30—40 м. Заплава суха, вкрита лучною рослинністю, у пониззі частково заболочена. Річище звивисте, завширшки пересічно 8—10 м. Живлення снігове та ґрунтове. Характерні весняні повені. Льодостав нестійкий. Споруджено водосховище і ≈15 ставків для технічного водопостачання, зрошування, рибництва. У верхній течії є перекати з гальковим дном і заболочені плеса. Вздовж течії Обитічної багато балок зі струмками в них.

## Розташування
Обитічна бере початок на південних схилах Приазовської височини, на захід від села Смирнове (Більмацький район). Тече спершу на південь і (частково) на південний схід, неподалік від села Андрівки повертає на південний захід. Впадає до Азовського моря на південний захід від села Преслава. Наносам річки зобов'язана своїм існуванням Обитічна коса.
Основні прироки: Кільтиччя (ліва); Сасикулак, Чокрак (праві).
На річці — місто Приморськ.

## Риба
У верхньому плині Обитічної численними є лише плотва, верховодка, вівсянка і гірчак. У нижній течії річки часто трапляються також червоноперка, короп.

## Галерея

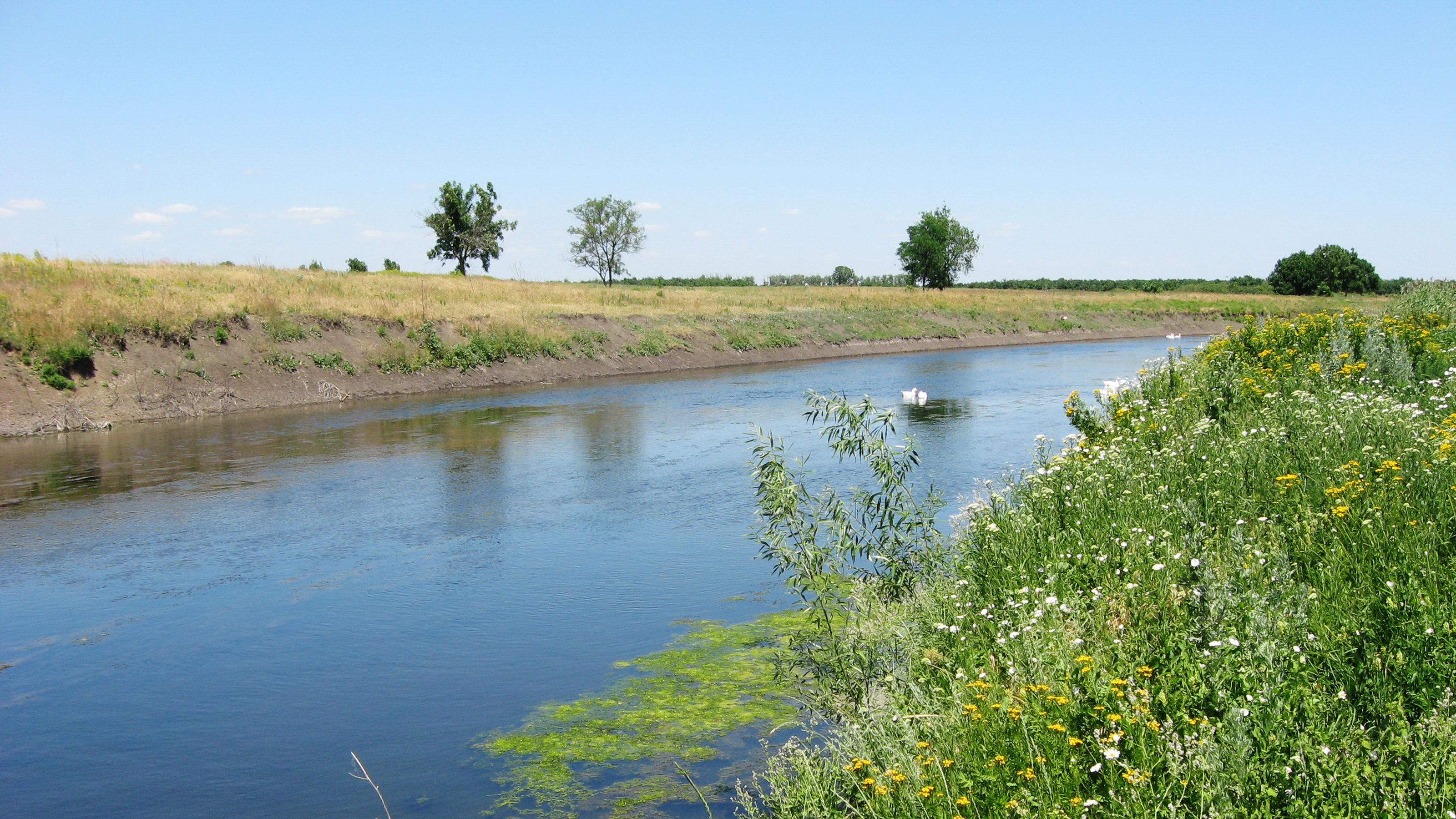
Обитічна. Поблизу с. Банівка
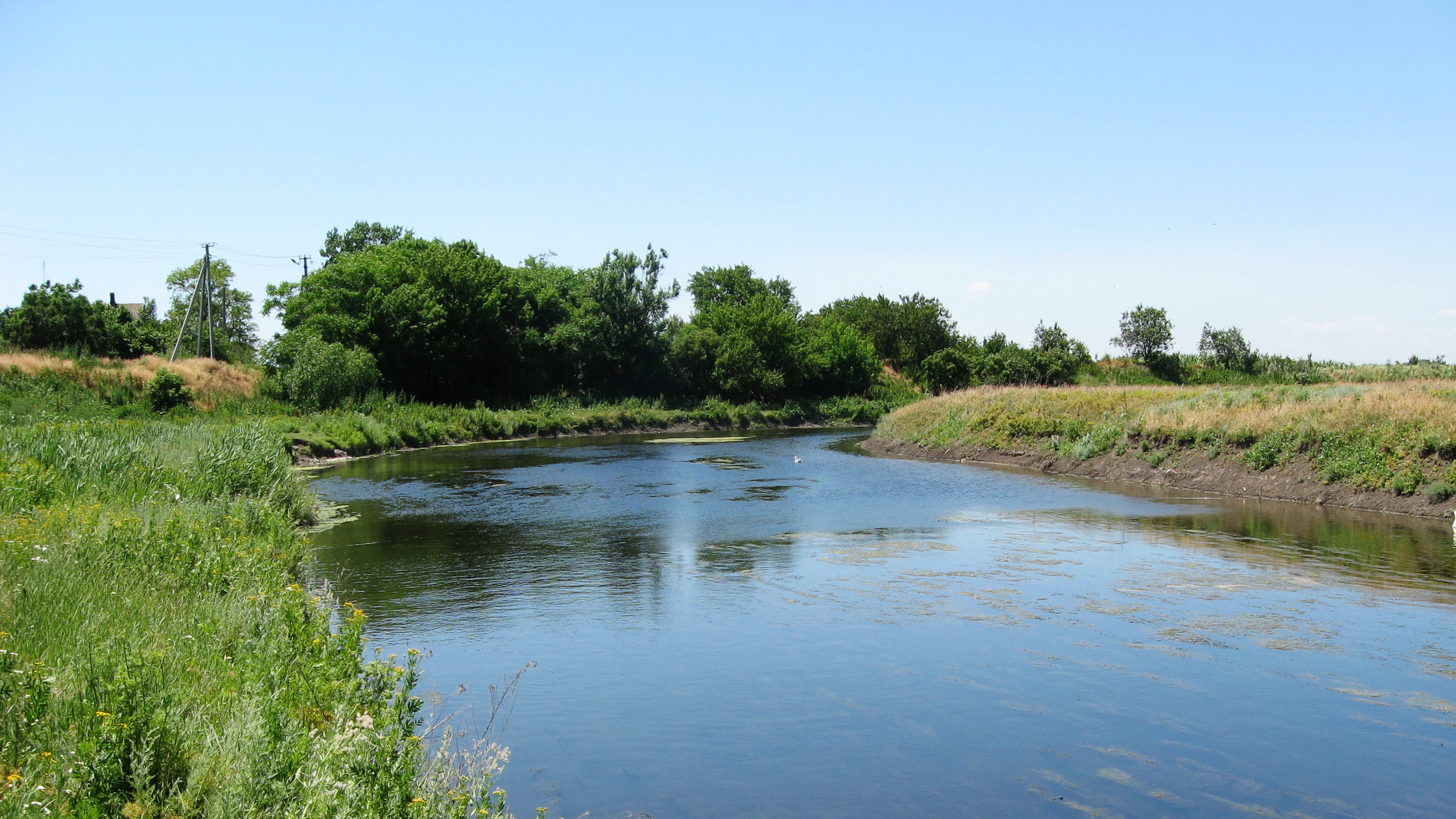
Обитічна. На околиці м. Приморськ
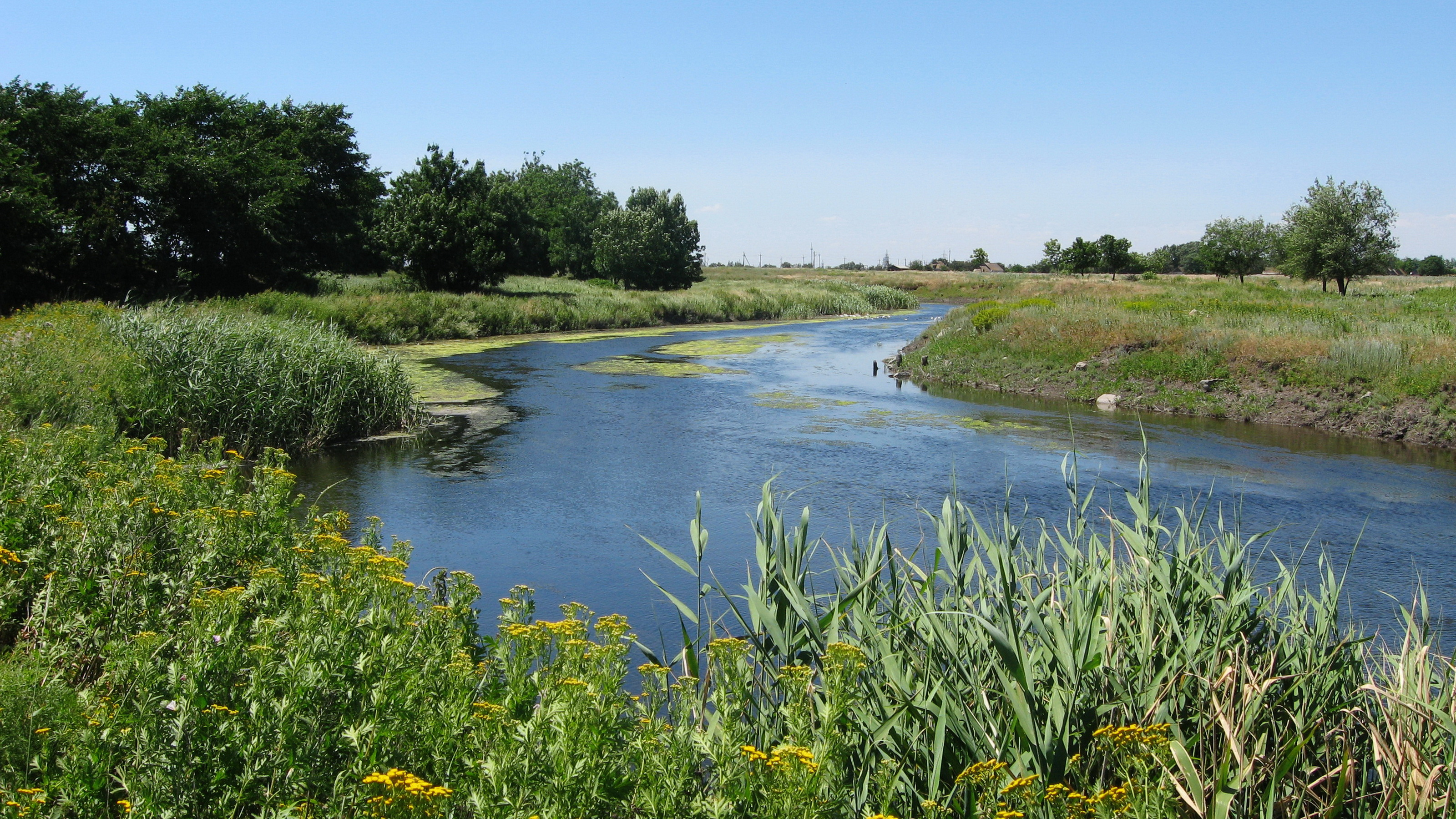
Обитічна на ділянці між Приморськом і Банівкою
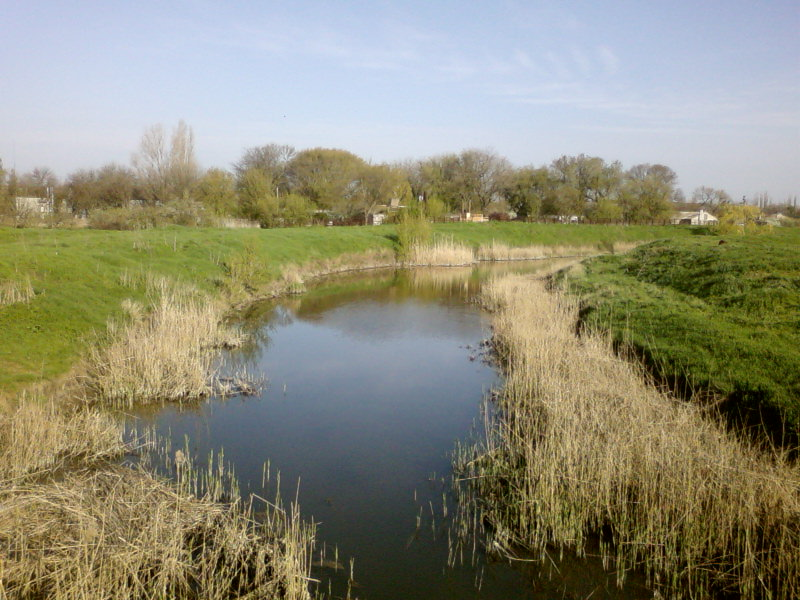
Кільтиччя — ліва притока Обитічної